# Appello incidentale
L'appello incidentale è un istituto del diritto processuale, sia penale che civile, che prevede la possibilità di proporre appello entro un nuovo termine qualora siano scaduti i termini in via principale e una delle altre parti abbia proposto appello nei termini. La sua funzione è quella di integrare il contraddittorio, consentendo all'appellante incidentale di fornire una tesi alternativa rispetto a quella dell'appellante in via principale.

## Diritto processuale penale
Nel codice di procedura penale è disciplinato dall'art. 595.
2. L'appello incidentale è proposto, presentato e notificato a norma degli artt. 581, 582, 583 e 584.
3. Entro quindici giorni dalla notificazione dell'impugnazione presentata dalle altre parti, l'imputato può presentare al giudice, mediante deposito in cancelleria, memorie o richieste scritte.
4. L'appello incidentale perde efficacia in caso di inammissibilità (591) dell'appello principale o di rinuncia (589) allo stesso.»
(Art.595 c.p.p. - Appello incidentale)
Il termine quindi per proporre appello incidentale è di 15 giorni dalla data di comunicazione ex art. 584, ossia dalla notificazione alla parte non appellante dell'impugnazione proposta da uno degli altri soggetti processuali. L'istituto assume una particolare rilevanza quando appellante in via incidentale sia il Pubblico Ministero "contro" un appello dell'imputato: in tale caso, infatti, viene meno il divieto di reformatio in peius, imposto dall'ordinamento quando ad appellare sia il solo imputato. Gli eventuali effetti "peggiorativi" prodotti dall'impugnazione incidentale del Pubblico Ministero, tuttavia, non si estenderanno al coimputato non appellante e che rimanga assente nel (non partecipi al)  giudizio di secondo grado. Poiché, poi, l'istituto perde efficacia in caso di inammissibilità o rinuncia dell'appello principale, all'imputato appellante in via principale che voglia evitare gli eventuali effetti pregiudizievoli che discendano dal possibile accoglimento dell'appello incidentale del Pubblico Ministero, non resterà che rinunciare alla propria impugnazione, privando così conseguentemente di efficacia anche quella dell'accusa.
Originariamente, nel Codice Rocco, l'appello incidentale era proponibile dal solo PM: oggi da tutte le parti dopo l'intervento della Corte Costituzionale che aveva dichiarato illegittima vecchia disposizione e, soprattutto, dopo l'entrata in vigore del nuovo codice di procedura penale.

## Diritto processuale civile
Nel caso di soccombenza di più parti, una delle parti può proporre appello contro la sentenza. L'appello principale si propone con atto di citazione. Dopo la notifica dell'appello principale, le altre parti soccombenti possono:
- costituirsi resistendo alle domande dell'appellante principale: si applicano alla costituzione in giudizio le norme previste per il primo grado;
- costituirsi in giudizio, impugnando a loro volta le parti della sentenza a loro sfavorevoli.

Tale impugnazione che assume le forme del cosiddetto appello incidentale, si fa nella comparsa di risposta al momento della costituzione in giudizio (art. 343 c.p.c.). 
Ciò che sta alla base di tale istituto riguarda il rispetto del c.d. simultaneus processus, ovvero il principio secondo cui non potrebbero aprirsi due processi differenti per la stessa causa contemporaneamente, col rischio di portare a due pronunce diverse dei giudici o dello stesso giudice. Di conseguenza, se ne deduce che è altresì rispettato il principio del ne bis in idem, il quale impone di non sindacare due volte sulla stessa azione, se questa assume già valore di giudicato.
L'appello incidentale può essere depositato, anche successivamente alla scadenza del termine per impugnare la sentenza a norma degli art. 326 e 327 c.p.c., purché entro il termine per la costituzione in giudizio. L'appello incidentale può proporsi anche nella prima udienza successiva alla comunicazione di altro appello incidentale, se l'interesse ad appellare sorge in conseguenza di quest'ultimo e non dell'appello principale. In entrambi i casi si ha l'appello incidentale tardivo, il quale perde di qualsiasi efficacia qualora sia dichiarato inammissibile l'appello principale.